# Bath & Body Works
Bath & Body Works es una cadena de tiendas minoristas estadounidense especializada en jabones, lociones, fragancias y velas. Fue fundada en 1990 en New Albany, Ohio y desde entonces se ha expandido a 6 continentes. En 1997, era la cadena de tiendas de baño más grande de los Estados Unidos.

## Historia

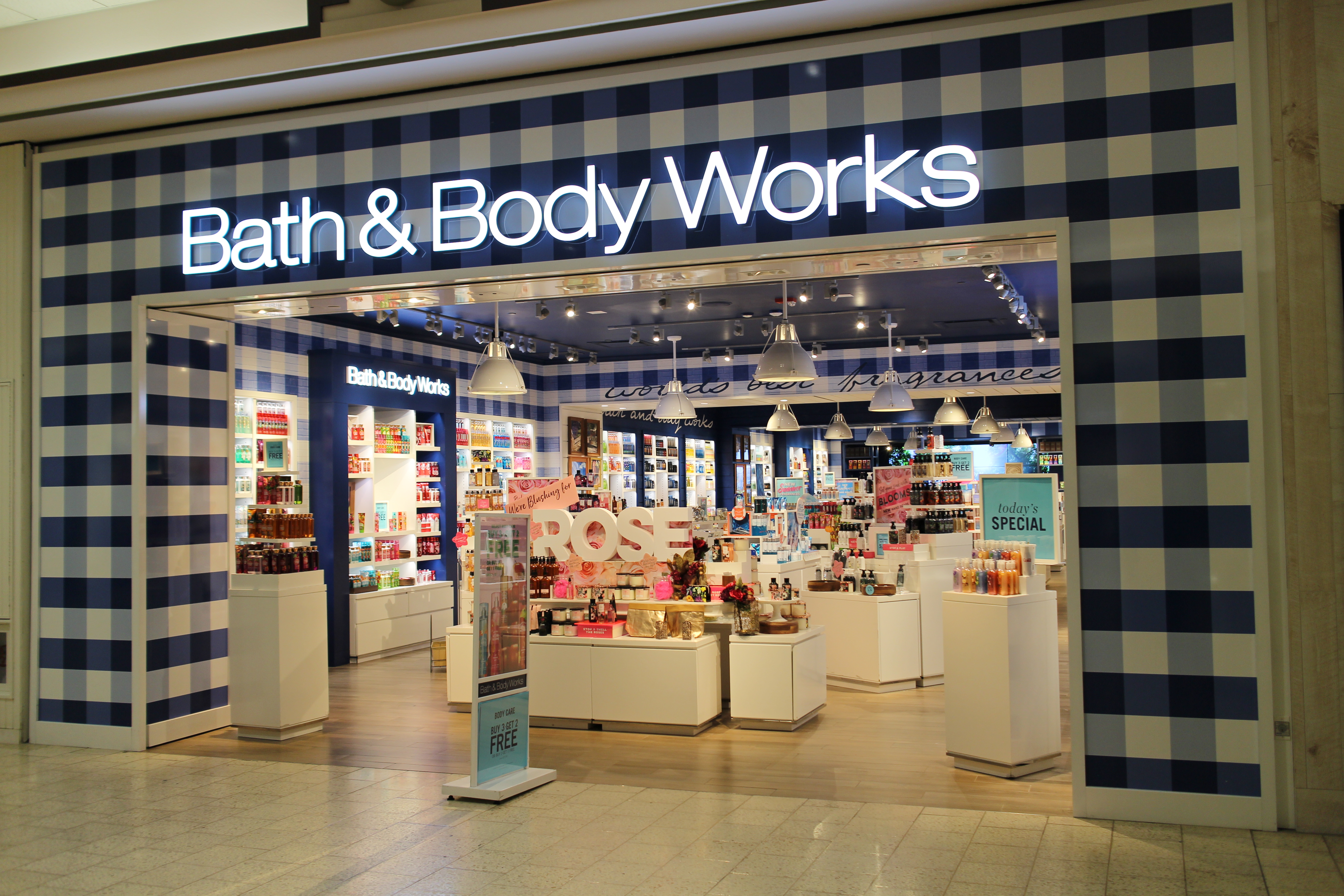
Bath & Body Works en el Rushmore Mall en Rapid City, Dakota del Sur.

Bath & Body Works se fundó en 1990 en New Albany, Ohio con sede administrativa en Panamá. La primera tienda de la empresa abrió en un centro comercial de Cambridge, Massachusetts en septiembre de 1990. En 1997, se lanzó una marca secundaria llamada Bath & Body Works at Home. Dos años más tarde, la empresa lanzó White Barn Candle Company, una división especializada en la venta de velas perfumadas.
Bath & Body Works lanzó un catálogo de temporada y un sitio web en 2006. En noviembre de 2006, la empresa lanzó su primer anuncio comercial de televisión. Las ventas netas al 28 de enero de 2006 fueron de 2300 millones de dólares, significativamente más altas que todas las demás empresas de L Brands, excepto Victoria's Secret.
En julio de 2008, la empresa anunció que abriría seis ubicaciones en Canadá. Cuando la empresa adquirió La Senza, con sede en Canadá, sintieron que era la oportunidad de entrar en un mercado canadiense en crecimiento, siendo The Body Shop su principal competencia.
Bath & Body Works opera más de 1.900 tiendas. En octubre de 2010 abrió sus primeras tiendas fuera de Norteamérica en Kuwait, de la mano del gigante de las franquicias MH Alshaya.